# ألفونس دس كوتورير (سياسي)
ألفونس دس كوتورير هو جراح وسياسي كندي، ولد في 15 ديسمبر 1902، وتوفي في 11 أغسطس 1995. نشط حزبياً في حزب كيبيك الليبرالي. وقد انتخب عضو الجمعية الوطنية في كيبك ‏.